# Kırşehir
Kırşehir este un oraș din Turcia.